# Phalanger lullulae
Кускус вудларкський (Phalanger lullulae) — вид ссавців родини кускусових з когорти сумчасті (Marsupialia). Поширений на островах Вудларк, Алстер, можливо, Мадау (усі Папуа Нова Гвінея). Цей нічний вид мешкає в первинних та вторинних вологих тропічних лісах. Протягом дня знаходить притулок під епіфітами чи в дуплах дерев. Улюбленою стравою цього кускуса є нектар витких рослин і дерева Rhus taitensis. Самиці народжують одне маля.

## Опис
Phalanger lullulae є найбільшою наземною твариною острова Вудларк, а взагалі-то це середнього розміру кускус з коротким вовнистих хутром дуже різного кольору. Найвиразнішою деталлю, яка вирізняє цей вид з-поміж інших є хаотична крапчастість хутро з латками коричневого, вохрового й білого на спині, живіт білий з безладними темними плямами. Розрізняють темні й світлі форми. У світлих форм панівним кольором хутра є білий чи кремовий з безладними темними клаптями по нім. Самиці в середньому трішки більші за самців. Середні виміри самців і самиць за Фланері, 1994, наступні: довжина голови й тіла 362 і 367, відповідно, довжина хвоста 310 і 312, вага 1495 і 1770. Зубна формула: I 3/1, C 1/0, P 2/1, M 4/4 = 32. Кускусу вудларкський майже повністю деревний вид і тому йому характерні такі ж пристосування до деревного життя, що й іншим членам родини кускусових. Перший і другий палець протиставлені третьому четвертому й п'ятому. Хвіст чіпкий і дистальна частина хвоста оголена.

## Поведінка
Phalanger lullulae має широкий діапазон вокалізації, включаючи гарчання, гавкання, скиглячий плач, який втім не схожий на плач людських немовлят. Ці звуки виявляються коли особини вступають в контакт один з одним. Загалом же цей кускус солітарний і внутрішньовидові взаємини часто є агресивними.

## Загрози та збереження
Однією серйозною загрозою для виду є планомірне розведення олійних пальм для малайзійської компанії біопалива. Не відомо чи вид проживає на природоохоронних територіях.